# Michael Talbot
Michael Coleman Talbot (29 de septiembre de 1953 – 27 de mayo de 1992) fue un escritor estadounidense que destacó los paralelismos entre el misticismo antiguo y la física cuántica, apoyando un modelo teórico de la realidad que sugiere que el universo físico es similar a una holografía, basándose en las investigaciones y conclusiones de David Bohm y Karl H. Pribram. De acuerdo con Talbot, la percepción extrasensorial, la telepatía, y otros fenómenos paranormales son un producto de este modelo holográfico de la realidad.

## Biografía
Talbot nació en Grand Rapids (Míchigan), el 29 de septiembre de 1953. Al principio fue escritor de ficción y de ciencia ficción. También contribuyó con artículos para el The Village Voice y otras publicaciones.
Talbot intentó integrar espiritualidad, religión y ciencia para arrojar luz sobre cuestiones trascendentes. Sus libros de no ficción incluyen Misticismo y física moderna, Más allá de la teoría cuántica, y El universo holográfico (disponible gratuitamente en inglés en Internet Archive).
Aunque no fue conocido por ser un activista gay, se declaró abiertamente homosexual, viviendo con su novio y convirtiéndose en un modelo a seguir para los intelectuales gays. Murió de leucemia linfocítica en 1992, a los 38 años de edad.

### Traducida al español
- Misticismo y física moderna. Editorial Kairós SA. 2008. ISBN 978-84-7245-359-3.
- El universo holográfico : una versión nueva y extraordinaria de la realidad. Ediciones Palmyra. 2010. ISBN 978-84-96665-21-7.
- Más allá de la teoría cuántica. GEDISA. 1988. ISBN 978-84-7432-321-4.

### En inglés
Novelas
- The Delicate Dependency, 1982 (reimpreso en 2014 por Valancourt Books), ISBN 1941147240
- The Bog, 1986 (reimpreso en 2015 por Valancourt Books)
- Night Things, 1988 (reimpreso en 2015 por Valancourt Books)

No ficción
- Mysticism And The New Physics, ISBN 0-14-019328-6, 1980 (rev. 1992)
- Beyond The Quantum, ISBN 0-553-34480-3, 1986[7][8]
- Your Past Lives - A Reincarnation Handbook, 1987, ISBN 0517563010
- The Holographic Universe, ISBN 0-06-092258-3, 1991[9]